# طبله (بازداری)
طبله یا دام تمرینی (به انگلیسی: Lure)، وسیله‌ای است که در شاهین‌بازی استفاده می‌شود و معمولاً از چرم ساخته می‌شود و یک جفت بال یا پر پرنده به آن متصل است. این‌ها اغلب شبیه یک گونه طعمه یا طبله ترجیحی هستند. یک شاهین‌باز طبله را دور و روی طناب می‌چرخاند تا شاهین برای تمرین آن تعقیب کند. حداقل سه نوع پرواز برای گرفتن طبله وجود دارد. خط کوتاه، خط بلند و طبله قطبی. همچنین ممکن است از یک طبله به عنوان یک شیء برای فراخوانی شاهین، باز یا عقاب برای بازگشت استفاده شود.

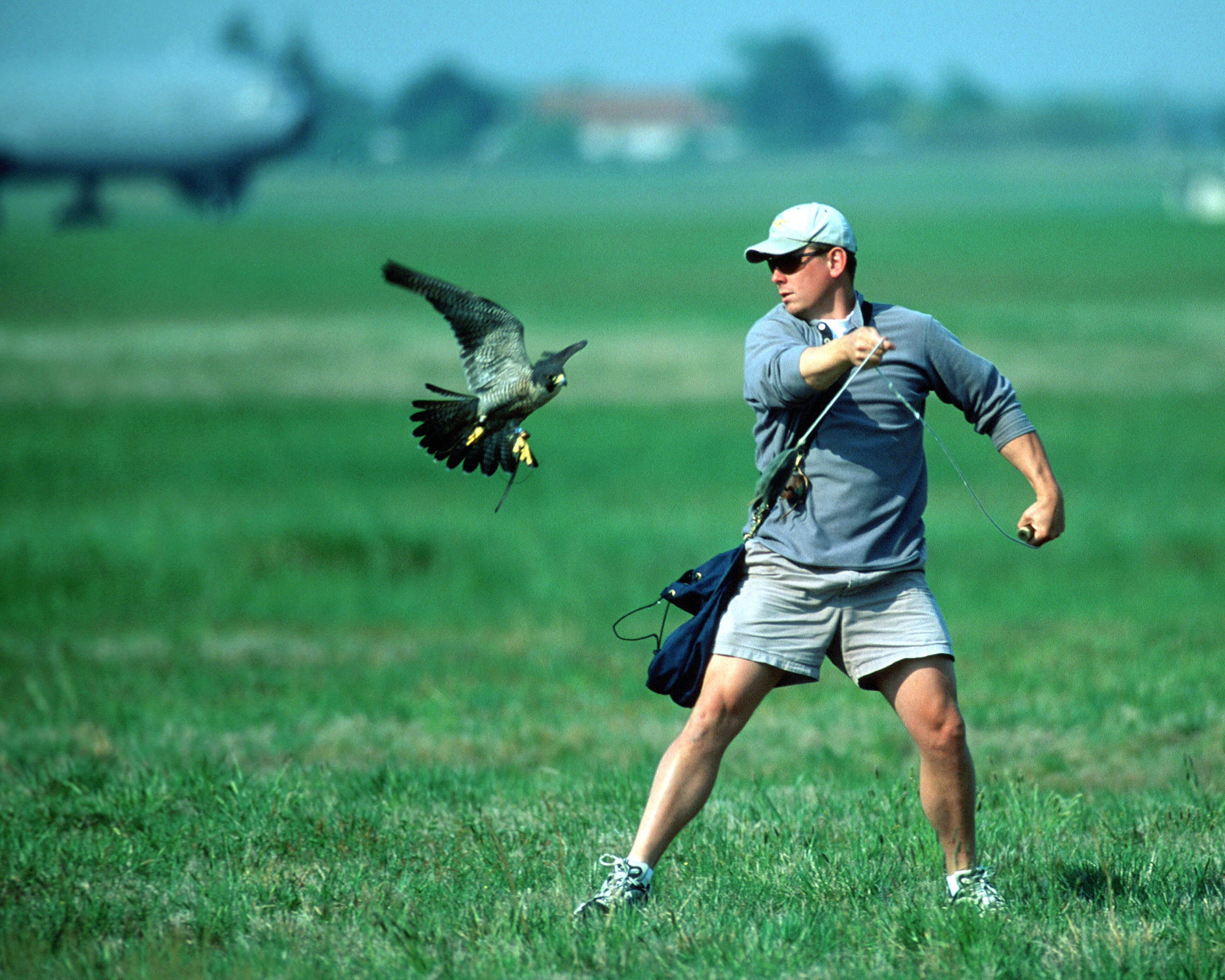
یک طبله کوتاه
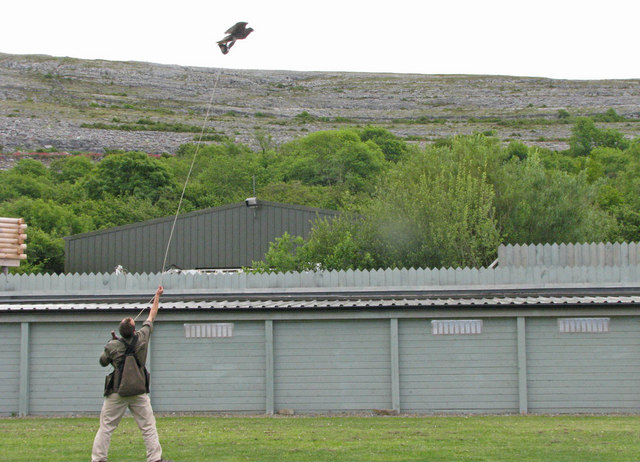
پرنده‌ای که طعمه گوشتی می‌گیرد
شاهین نشسته بر طبله